# Schiphol Noordwest
Schiphol Noordwest is een bijzonder bedrijventerrein, bij de luchthaven Schiphol, in Badhoevedorp in de gemeente Haarlemmermeer.
Het gebied ligt dicht bij Schiphol-Centrum, maar wordt daarvan gescheiden door de Schipholtunnel (Rijksweg A4 etc.) en de Buitenveldertbaan. Sinds 2012 maakt het terrein, door wijziging van het luchthavenindelingsbesluit, formeel deel uit van het luchthavengebied (areaal) van Schiphol, vanwege de vestigingen van justitie en marechaussee.
Op Schiphol Noordwest zijn de volgende instellingen gevestigd:
- de brandweer van de luchthaven Schiphol (post Sloten),
- het trainingscentrum Bocas van de regionale brandweer,[2]
- het Justitieel Complex Schiphol, sinds november 2012,
- de Koningin Máximakazerne van de Koninklijke Marechaussee (District Schiphol), sinds maart 2013,
- het Regionaal Crisis Centrum (RCC) Schiphol (gehuisvest bij de marechaussee).

Daarnaast zijn er enkele particuliere bedrijven.
De straten in het gebied zijn de Sloterweg, Zonnekruidweg, Duizendbladweg en Korenbloemweg. Het gebied is voor autoverkeer alleen vanaf Schiphol toegankelijk, via de Koetsierstraat, met een viaduct over de Rijksweg A4. Ook per openbaar vervoer is het gebied te bereiken via deze weg.